# نيستور دي فيسنتي
نيستور دي فيسنتي (بالإسبانية: Néstor Adrián de Vicente)‏ (25 يوليو 1964 في الأرجنتين - 20 مارس 2011) هو لاعب كرة قدم أرجنتيني في مركز الوسط. لعب مع انيستتوتو وإستوديانتيس دي لا بلاتا وريفر بليت ونادي راسينغ ونادي غراسهوبر زيوريخ وتاليريس كوردوبا وأتليتكو بلاتينسي ‏.

## وصلات خارجية
- نيستور دي فيسنتي على موقع قاعدة بيانات كرة القدم.إي يو (الإنجليزية)